# Melvin Kakooza
Melvin Kakooza (født 12. oktober 1991 i Kampala, Uganda) er en dansk standupkomiker, tv-vært og skuespiller, som vandt DM i stand-up-comedy 2017.

## Tidlige liv
I 1992 flyttede han sammen med sin familie fra Uganda til Fredericia i Jylland.
Melvin Kakooza gik på Skjoldborgvejens Skole i Fredericia og startede senere på Fredericia Gymnasium. Midt i gymnasietiden flyttede han til Kolding, hvor han i 2011 blev student på Munkensdam Gymnasium. Han modtog mammutlegatet for sit engagement i det sociale liv på gymnasiet.
Efterfølgende var han ungmedarbejder på Efterskolen Kildevæld.
Senere flyttede han til Aarhus, hvor han begyndte på læreruddannelsen.

## Karriere
Melvin Kakooza startede som standup-komiker i 2016 og havde sin debut den 4. oktober samme år ved et ”open mic”-arrangement på spillestedet Vestergade 58 i Aarhus. Tre uger senere opvarmede han for komikeren Tobias Dybvad, der opfordrede Kakooza til at gøre mere ved stand-uppen. Blot 11 måneder senere deltog Melvin Kakooza i DM i stand-up-comedy 2017 og vandt.
Han har blandt andet optrådt på Comedy Zoo, Nationalmuseet, Smukfest, Musikkens Hus i Aalborg og Glassalen i Tivoli i København.
Melvin Kakooza spiller hovedrollen i tv-serien Sunday (2018-2022), Helt sort (2019-), Hesten og Gæsten (2019) og Melvin i Amerika (2020), Smæk for skillingen (2020).  Det meste har han selv skrevet/forfattet.
Melvin har derudover deltaget i TV2-programmet Stormester i sæson 2 (2019).
Han skulle have været vært på X Factor på TV 2 i 2021, da den tidligere vært Sofie Linde gik på barsel, men var nødt til at trække sig i forbindelse med et sygdomsforløb.
I april 2022 fik han også sit eget talkshow, hvor han snakker med kendisser fra Danmark. Udover han interviewer dem, skal de også deltage i udfordringer.

## Privatliv
Melvin Kakooza har to ældre søstre, den ene sangerinden Melissa Inya og to yngre brødre.

### Sygdom
I februar 2021 havde Kakooza lige fået jobbet som barselsvikar for Sofie Linde på 'X-Factor', da han begyndte at døje med hovedpine og kvalme, hvilket han i starten afskrev som stresssymptomer. Det viste sig at være en stor hjernetumor i baghovedet, som blev fjernet ved en operation, men efterfølgende fik han hjertestop.  Dagene efter lå han på intensiv og kunne hverken tale, spise eller drikke. Efter få måneder med intensiv træning kom Kakooza tilbage igen.
Siden operationen har Kakooza gået til årlige hospitalstjek, og i forbindelse med et hospitalstjek i 2025 fandt lægerne noget ukendt. Dette fik Kakooza via sin profil på Instagram til at komme med en opfordring til offentligheden om at snakke mere om det psykiske efterspil af fysisk sygdom.

## Øvrigt
Kakooza har i forbindelse med optagelse af programmet Helt sort fået opkaldt en oksefrø i Krokodille Zoo på Falster efter sig.[kilde mangler]